# Historia Ziemi

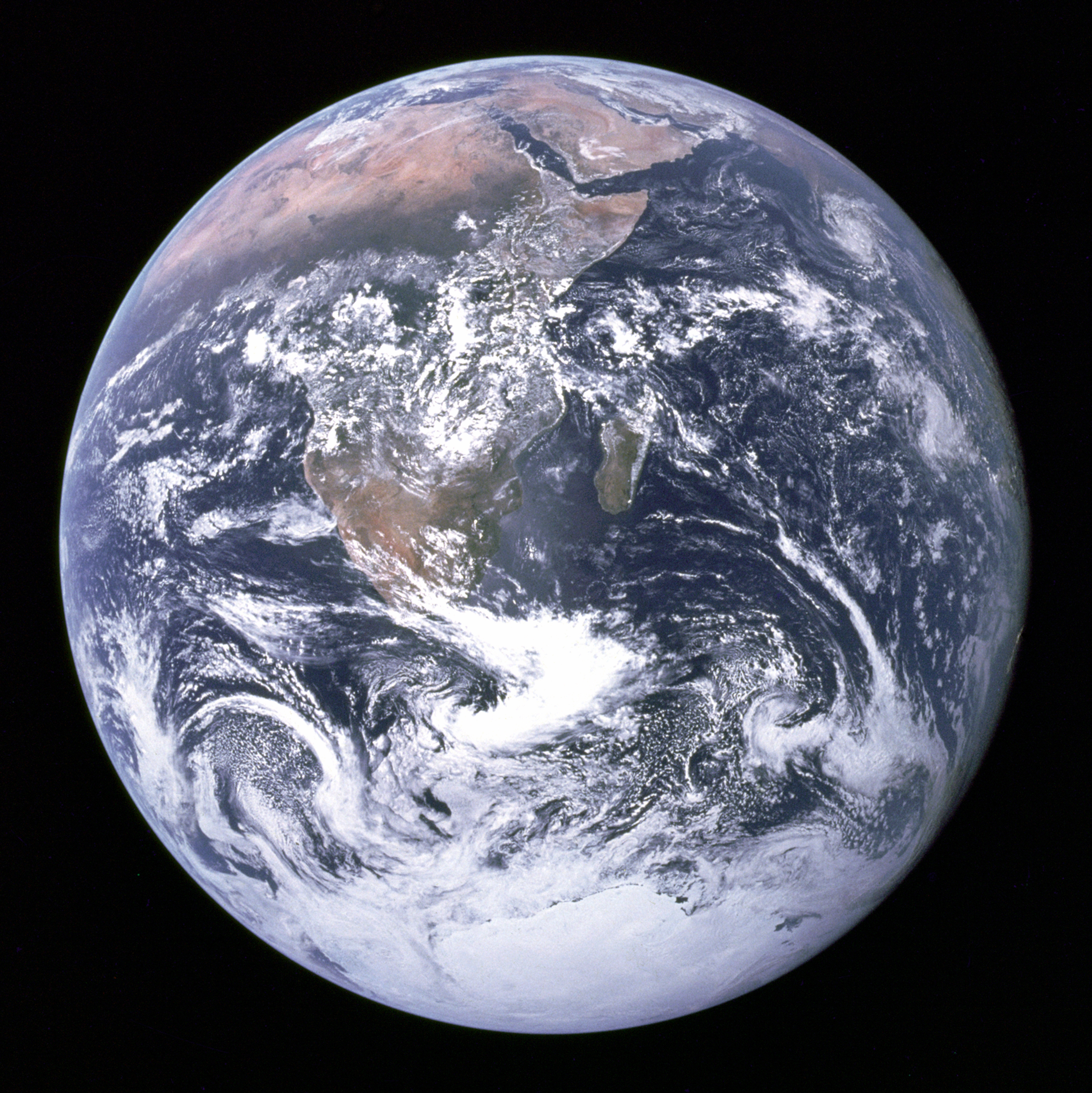
Fotografia Ziemi z roku 1972

Historia Ziemi – okres około 4,5 miliarda lat (4,467 miliarda lat; 32,5% wieku Wszechświata), od uformowania się planety z mgławicy słonecznej do czasów współczesnych. Niniejszy artykuł przedstawia zarys jej historii i podsumowuje główne teorie naukowe. Aby ułatwić umiejscowienie opisywanych zdarzeń na osi czasu, w artykule posłużono się analogią, odwzorowując dzieje naszej planety na 24-godzinną dobę. Godzinie 00:00 w tym modelu odpowiada moment powstania Ziemi 4,467 miliarda lat temu, natomiast godzinie 24:00 odpowiadają czasy nam współczesne. Oznacza to, że każdej sekundzie umownego życia Ziemi w naszym modelu odpowiada 51 700 lat czasu rzeczywistego. Wielki Wybuch, podczas którego powstał Wszechświat, nastąpił około 13,82 miliardów lat temu (dane z misji Planck z lutego 2013), co oznacza, że nastąpił około trzech dób temu, czyli dwie doby przed rozpoczęciem historii Ziemi.

## Powstanie Ziemi

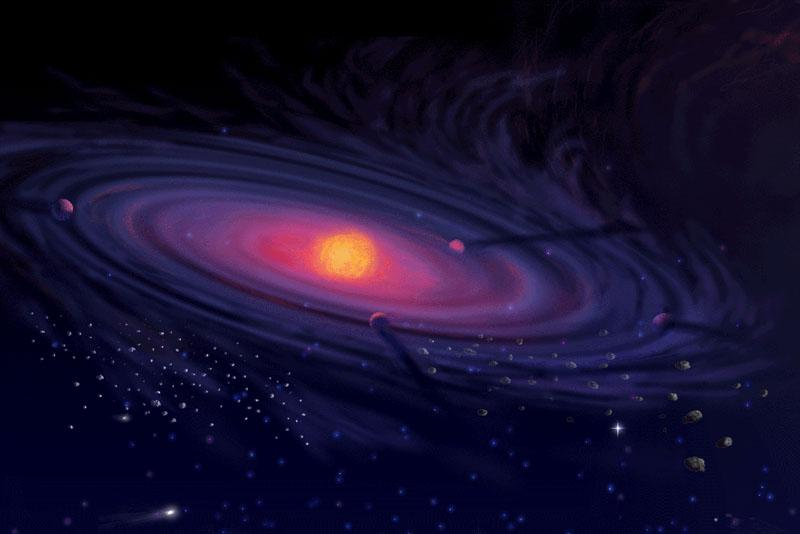
Artystyczne wyobrażenie dysku protoplanetarnego, formującego się naokoło gwiazdy

Ziemia powstała jako część tworzącego się Układu Słonecznego, który uformował się z wielkiej wirującej chmury gazu, pyłu i skał. Zawarty w mgławicy wodór i hel pochodziły głównie z Wielkiego Wybuchu. Cięższe pierwiastki aż do żelaza mogły powstać w wyniku syntezy termojądrowej w gwiazdach, a pierwiastki o większych liczbach atomowych powstały podczas wybuchów supernowych. Oznacza to, że przynajmniej część materii obecnego Układu Słonecznego pochodzi z wcześniejszych gwiazd, w tym i z supernowych.
Około 4,5 miliarda lat temu prawdopodobnie nieodległa gwiazda zapadła się w supernową, wyrzucając z siebie z dużą prędkością zewnętrzne fragmenty. Powstała w ten sposób fala uderzeniowa (strumień materii), przechodząc przez mgławicę słoneczną, zainicjowała zagęszczanie się materii, wprawiając ją w lub zwiększając jednocześnie jej ruch obrotowy. W wyniku przyciągania grawitacyjnego zagęszczenie zapadało się coraz szybciej. Zmniejszanie rozmiarów zwiększało prędkość obrotową mgławicy, materia znajdująca się w płaszczyźnie obrotu obracająca się odpowiednio szybko zapadała się w mniejszym stopniu i w wyniku tego obłok przekształcił się w dysk protoplanetarny. Większość masy (ponad 99%) dysku skoncentrowała się w jego centralnej części. Zapadanie grawitacyjne materiału mgławicy przekształcało energię grawitacyjną obłoku w energię cieplną. W centrum mgławicy szybkość przemiany energii grawitacyjnej w cieplną przewyższała szybkość przenoszenia tej energii na zewnątrz, co prowadziło do znacznego rozgrzania się centralnej części dysku. Powstała w efekcie gwiazda typu T Tauri. Dalsze zapadanie wywołało reakcję termojądrową przemieniającą atomy wodoru w hel i Słońce stało się gwiazdą ciągu głównego w swej wczesnej fazie egzystencji.
Jednocześnie z tworzeniem się Słońca w wirującym dysku zachodziły procesy tworzenia się planet. Materia wirująca z odpowiednią prędkością nie spadała do centrum. Powstające w dysku niejednorodności narastały i powiększały się, różnice w prędkości obrotowej sprawiały, że zagęszczenia przyjmowały najpierw formę pierścieni, później, gdy wystąpiły w nich większe gęstości, pod wpływem grawitacji trwał lokalny proces dalszego ich zagęszczania. Sukcesywnie dochodziło do kolizji różnych obiektów, co prowadziło do powiększania ich masy. Ważną rolę odegrały w tym gazy, które wyhamowywały obiekty i umożliwiały im zlepianie się. W ten sposób powstały protoplanety. Jedną z nich, oddaloną od Słońca o około 150 milionów kilometrów, była Ziemia.
Podczas dalszego zagęszczania się i ogrzewania Słońca, reakcja termojądrowa nabrała odpowiedniej wydajności. Powstająca energia rozgrzała Słońce, zapobiegając dalszemu jego zapadaniu. Wysoka temperatura wywołała świecenie gwiazdy oraz wiatr słoneczny, które wywiały z jej okolic resztki gazu i drobnego pyłu. Brak gazu uniemożliwił tworzenie się kolejnych skupień materii. W zderzających się z dużą prędkością drobnych ciałach dominowało kruszenie, takie, jakie obserwuje się obecnie w pierścieniach planetarnych. Większość istniejących wówczas drobnych obiektów w późniejszych okresach spadła na planety. Tylko niewielka część tych okruchów pozostała do dziś w Układzie Słonecznym i są one klasyfikowane jako drobne ciała niebieskie.

## Księżyc

Animacja (w zmienionej skali) Thei formującej się w piątym punkcie libracyjnym, pod wpływem grawitacji Ziemi uderzającej w planetę i doprowadzającej do powstania Księżyca. Animacja pokazywana jest w jednorocznych etapach, pokazując nieruchomą Ziemię od bieguna południowego

Powstanie Księżyca jest nadal niezbadane, ale podobieństwo składu skorupy Księżyca i Ziemi wskazuje na teorię wielkiego zderzenia. Możliwe, że Ziemia nie była jedyną planetą formującą się w odległości 150 milionów kilometrów od Słońca. Teoria ta zakłada istnienie drugiego skupiska materii oddalonego 150 milionów kilometrów od Słońca i Ziemi w ich czwartym lub piątym punkcie libracyjnym. Ta planeta, nazwana Thea, była mniejsza od Ziemi w jej aktualnej postaci, przypominała swoją masą i rozmiarami Marsa. Jej orbita mogła w początkowych stadiach być stabilna, lecz w miarę zbierania przez Ziemię coraz większych ilości materii rosło przyciąganie między tymi planetami, przyciąganie planet destabilizowało stopniowo układ. Thea zmieniała swoje położenie w stosunku do Ziemi do około 4,533 miliarda lat temu, czyli o 00:10 według założonego "dobowego" czasu istnienia Ziemi, kiedy to uderzyła skosem w Ziemię. Mała prędkość (7 - 10 km/s) i mały kąt przy jakich przebiegło zderzenie, nie były wystarczające do zniszczenia (rozerwania i rozrzucenia) Ziemi, lecz były na tyle silne, by wybić pewną część jej skorupy daleko za atmosferę. Większość materiału Thei pozostała na Ziemi, a jej cięższe fragmenty wniknęły w jądro Ziemi. Część wybitego z Ziemi materiału wraz z pozostałościami gazowymi Thei, które nie brały udziału w zderzeniu, pod wpływem własnej siły grawitacji, w ciągu kilku tygodni zbiły się w jedno ciało niebieskie, przybierając formę kuli - Księżyca. Teoria ta wyjaśnia też istnienie w Ziemi dużego i ciężkiego jądra, które odpowiada za wiele zjawisk na Ziemi w tym ziemskie pole magnetyczne i utrzymujące się do dziś ruchy tektoniczne, (na sąsiednich planetach dawno zanikły) które utworzyły kontynenty. Ta sama teoria zakłada również, że zderzenie doprowadziło do przechylenia osi obrotu Ziemi względem jej płaszczyzny wędrówki naokoło Słońca, które odpowiedzialne jest za ziemskie pory roku. Prosty, idealny model powstania Ziemi z dysku protoplanetarnego zakładałby brak takiego nachylenia, co odbiłoby się na braku zróżnicowanych pór roku. Możliwe, że zderzenie przyspieszyło też ruch obrotowy.

## Hadeik

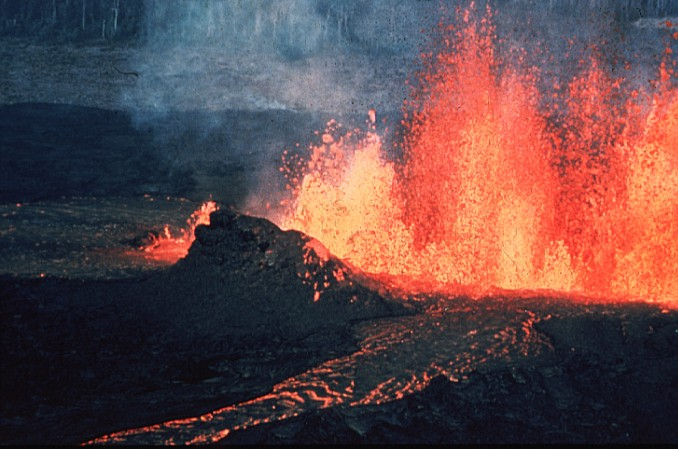
Erupcje wulkanów były częstym zjawiskiem w pierwszej fazie istnienia Ziemi

Młoda Ziemia we wczesnym hadeiku bardzo się różniła od współczesnej. Nie istniały na jej powierzchni oceany, a atmosfera pozbawiona była tlenu. Była często bombardowana przez planetoidy i materiały pozostałe po uformowaniu się planet Układu Słonecznego. Energia bombardowania, rozpadów radioaktywnych oraz kurczenia się kuli ziemskiej rozgrzewała jej wnętrze i sprawiała, że ówczesna Ziemia była ciałem płynnym. Cięższe substancje wchodzące w jej skład przemieszczały się do jądra planety, zaś lżejsze pozostawały na powierzchni, tworząc poszczególne jej warstwy (patrz Budowa wnętrza Ziemi). Możliwe, że wczesna atmosfera Ziemi powstała z materiału mgławicy słonecznej miała taki sam skład jak atmosfera Słońca i składała się głównie z wodoru i helu, ale zarówno gorąco samej planety, jak i wiatr słoneczny doprowadziły do rozwiania jej najlżejszych składników.
Sytuacja zmieniła się, gdy promień Ziemi osiągnął około 40% swojej dzisiejszej długości, a grawitacja ciała pozwoliła na zatrzymanie w jej pobliżu atmosfery zawierającej wodę. Temperatura Ziemi gwałtownie spadła, ukształtowała się też stała skorupa ziemska. Część obszarów Ziemi była topiona przez większe uderzenia następujące co kilka dekad lub wieków. Mogły one doprowadzać do lokalnego topnienia powierzchni Ziemi i częściowego jej zróżnicowania, w którym lżejsze pierwiastki pozostawały na powierzchni lub były uwalniane do wilgotnej atmosfery.
Powierzchnia Ziemi schładzała się względnie szybko, tworząc w ciągu 150 milionów lat (i kończąc około 00:45 na hipotetycznym zegarze) skorupę. Nowsze badania sugerują, że tworzenie się skorupy ziemskiej trwało 100 milionów lat, co zdaje się potwierdzać pomiar poziomu hafnu dokonany podczas badań w zachodnioaustralijskich wzgórzach Jack Hills. W górach tych znaleziono najstarszy kryształ cyrkonu, którego wiek oszacowano na 4,4 mld lat. Na podstawie badań kryształów z najstarszych skał uważa się, że skorupa ziemska istniała już 4,5 mld lat temu. Z tej pierwotnej skorupy nie pozostało prawie nic (poza niewielkimi kryształkami). Wiek najstarszych zachowanych skał szacuje się na 4,2 mld lat. Około 4 do 3,8 miliarda lat temu (czyli o trzeciej lub czwartej nad ranem) Ziemia przeżyła okres wyjątkowo ciężkiego bombardowania asteroidami. Z powłoki ziemskiej wydalana była woda, wulkany odprowadzały do atmosfery także inne gazy, tworząc w ten sposób drugą atmosferę Ziemi. Woda była dostarczana również przez uderzające w Ziemię meteoroidy, pochodzące najprawdopodobniej z asteroid pasa zewnętrznego, dostających się w zasięg pola grawitacyjnego Jowisza, które kierowało je w stronę środka Układu Słonecznego. Ziemia nadal się ochładzała, a w jej atmosferze powstawały chmury. Opady atmosferyczne doprowadziły w ciągu 750 milionów lat (3,8 miliarda lat temu, odpowiednik godziny 4:00 nad ranem, lub nieco wcześniej) do utworzenia się oceanów. Niedawno opublikowane wyniki prac naukowych sugerują, że oceany mogły wytworzyć się już 4,2 miliarda lat temu (o 1:50 według zakładanego 24-godzinnego modelu istnienia Ziemi). Nowo utworzona atmosfera najprawdopodobniej zawierała amoniak, metan, parę wodną, dwutlenek węgla, azot oraz małe ilości innych gazów. Wolny tlen praktycznie nie istniał, najprawdopodobniej reagował z wodorem lub minerałami. W tej fazie egzystencji Ziemi działalność wulkaniczna była znacznie wzmożona, a planeta nieposiadająca warstwy ozonowej była wystawiona na silne promieniowanie ultrafioletowe.

## Zaczątki życia

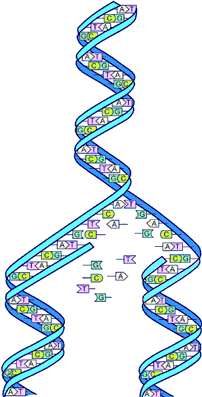
Elementem kodującym informację genetyczną każdego znanego gatunku żywych istot jest kwas deoksyrybonukleinowy, czyli DNA – substancja wielce skomplikowana o równie złożonym systemie działania

Szczegóły powstania życia nie są znane, choć doszło już do ustalenia ogólnych zasad tego procesu. Sugerowano, że życie, a przynajmniej substancje organiczne, mogły przybyć na Ziemię z przestrzeni kosmicznej (patrz "panspermia"), inne zakładają większe prawdopodobieństwo tego, że substancje takie wytworzyły się bezpośrednio na Ziemi. Wszystkie teorie opisujące powstanie życia na Ziemi są do siebie podobne. Jeśli życie powstało na Ziemi, czas jego zaistnienia jest wysoce ulotny – istnieją głosy, że nastąpiło to 4 miliardy lat temu. Analizując skład izotopowy węgla, naukowcy potrafią rozpoznać czy dany węgiel brał udział w procesach życiowych. Najstarszy węgiel o składzie świadczącym o pochodzeniu organicznym datowany jest na 3,7 mld lat temu. W jakiś sposób jedna z cząsteczek (lub inny fragment materii) przebywająca wewnątrz naładowanej energią chemiczną mieszanki ziemskiej, uzyskała możliwość powielania samej siebie, za pomocą replikatora. Natura takiej cząsteczki nie jest do końca odkryta, gdyż do czasów współczesnych została ona zastąpiona przez współczesne metody replikacji organizmów – DNA. Tworząc kopie samego siebie, replikator nie zawsze był dokładny: niektóre kopie zawierały "błędy". Jeśli wprowadzona w wyniku błędu zmiana niszczyła możliwość samopowielania, stworzona w ten sposób "linia" materii organicznej wymierała. Z drugiej strony, bardzo nieliczne zmiany mogły spowodować, że replikator działał szybciej lub lepiej – takie "obciążenia" materiału biologicznego stawały się coraz częstsze i "udane". W miarę kurczenia się zasobów materiałowych (swoistego "pożywienia" dla replikowanej materii), przeżywała materia obciążona takimi cechami, które pozwalały na wykorzystanie innych zasobów energii lub zatrzymanie rozwoju innych "odgałęzień" wczesnego życia, kradnąc ich zasoby.
Zasugerowano kilka modeli rozwoju replikatora. Postulowano replikatory o różnej strukturze, w tym składające się z elementów chemii organicznej, takich, jak współcześnie rozumiane proteiny, kwasy nukleinowe, fosfolipidy, kryształy, a nawet systemy kwantowe. Aktualnie nie istnieje metoda badawcza pozwalająca na ustalenie, który z zaproponowanych modeli powstania życia na Ziemi odpowiada prawdzie – o ile którykolwiek ze wspomnianych modeli jest w ogóle bliski prawdy. Za przykład w tym artykule posłuży jedna ze starszych teorii, w znacznym stopniu opracowana i uszczegółowiona. Teorię tę poparły doświadczenia, w których w roztworach soli, wystarczy dowolne źródło energii (wyładowania elektryczne, promieniowanie elektromagnetyczne, gradient temperatury) by z prostych substancji powstały złożone substancje uznawane za organiczne. Na ówczesnej Ziemi były ogromne ilości energii pochodzącej z działalności wulkanów, błyskawic i promieniowania ultrafioletowego czynniki te wywoływały reakcje chemiczne, których produkty to coraz bardziej skomplikowane molekuły, budowane z prostych związków, takich jak metan i amoniak. Możliwość zachodzenia takich procesów potwierdzony został po raz pierwszy w tzw. eksperymencie Stanleya Millera. Wśród utworzonych w ten sposób prostych substancji organicznych znajdowała się spora liczba "klocków" budujących współczesne życie. W miarę zwiększania się stężenia tej "organicznej zupy", znajdujące się w niej molekuły reagowały ze sobą. W wyniku tych reakcji pojawiały się jeszcze bardziej skomplikowane cząsteczki, możliwe że w zbieraniu i koncentracji materiału organicznego znaczącą rolę odegrała glina. Obecność określonych cząsteczek mogła przyspieszać reakcje chemiczne, które następowały jeszcze przez jakiś czas, w sposób mniej więcej losowy. W pewnym momencie jako produkt jednej z reakcji pojawił się replikator. Miał on ciekawą właściwość wywoływania reakcji, które skutkowały samopowielaniem cząsteczki, co rozpoczęło ewolucję. Inne teorie przedstawiają inny sposób powstania replikatora. Niezależnie jednak od przyjętej teorii, w którymś momencie ewolucji role replikatora przejęła struktura DNA, na której opiera się każda znana dziś forma życia, z wyjątkiem niektórych wirusów (patrz kod genetyczny).

## Pierwsza komórka

Fragment błony komórkowej. Błona komórkowa współczesnych organizmów ma o wiele bardziej skomplikowaną budowę niż prosta, podwójna warstwa fosfolipidów. Białka i motywy węglowodanowe spełniają w błonie komórkowej różne funkcje - na przykład regulują przenikanie różnego typu substancji przez błonę czy reakcje ze środowiskiem zewnętrznym

Dzisiejsze formy życia trzymają materiał genetyczny w przestrzeni ograniczonej błoną komórkową. Łatwiej jest zrozumieć powstanie błony komórkowej niż replikatora. Cząsteczki fosfolipidów składające się na błonę komórkową najczęściej organizują się w środowisku wodnym, w sposób spontaniczny w dwuwarstwę. W specyficznych warunkach może dojść do utworzenia wielu kulistych tworów fosfolipidowych (patrz "Powstanie życia", teoria bąbelkowa). Nie wiadomo czy błona komórkowa powstała wcześniej, czy później od replikatora (czy też może sama stanowiła jedną z form replikatora). Przeważająca teoria (najpierw replikator, później metabolizm) w tej kwestii mówi, że replikator, najprawdopodobniej w postaci istniejącego już wtedy RNA (patrz hipoteza świata RNA) zdążył już powstać, wraz z mechanizmem samopowielania i być może innymi biomolekułami, ale teorie przeciwne (najpierw metabolizm, później replikator) znajdują także liczne poparcie. Początkowe prakomórki mogły po prostu pękać, gdy stawały się zbyt wielkie, a ich zawartość mogła zajmować inne dostępne w środowisku lipidowe bąbelki. Białka stabilizujące błonę (i wspomagające w późniejszych czasach podział komórek) mogły wspierać rozpowszechnianie się takich właśnie skupisk materii. RNA wydaje się sensownym przedmiotem teorii wczesnego replikatora, gdyż jest on zarówno w stanie przechowywać informacje genetyczne, jak i przyspieszać reakcje chemiczne. W pewnej fazie ewolucji funkcje przechowywania zapisów genetycznych przejął kwas DNA, a proteiny (enzymy) przejęły funkcje katalizatora. Coraz bardziej uzasadnione wydaje się stwierdzenie, że ewolucja wczesnych komórek związana jest z podziemnymi wulkanami, kominami hydrotermalnymi, lub nawet głęboko położonymi gorącymi skałami. Powstała również sugestia, ze przetrwała tylko jedna z wielu wczesnych komórek czy prakomórek. Aktualny materiał naukowy sugeruje, że ostatni uniwersalny wspólny przodek istniał w początkach archaiku, najprawdopodobniej około 3,5 miliarda lat temu (na naszym hipotetycznym zegarze była wtedy godzina 5:30 rano), a nawet wcześniej. Ta komórka może być przodkiem wszystkich komórek na Ziemi, a przez to zaczątkiem całego ziemskiego życia, była ona najprawdopodobniej prokariotem wyposażonym w błonę komórkową i rybosomy, lecz nie posiadającym jądra komórkowego, czy zatrzymywanych wewnątrz komórki przez jej błonę organelli, takich, jak mitochondria czy chloroplasty. Podobnie do współczesnych komórek, wykorzystywała ona jednak w roli nośnika informacji genetycznych kwas deoksyrybonukleinowy, transferem informacji i syntezą białek zajmował się w niej kwas RNA, a reakcje chemiczne przyspieszały enzymy. Istnieją naukowcy postulujący teorię, że zamiast pojedynczego organizmu w roli ostatniego uniwersalnego wspólnego przodka wystąpiła populacja organizmów wymieniających geny między sobą na zasadzie transferu genów.

## Fotosynteza i tlen

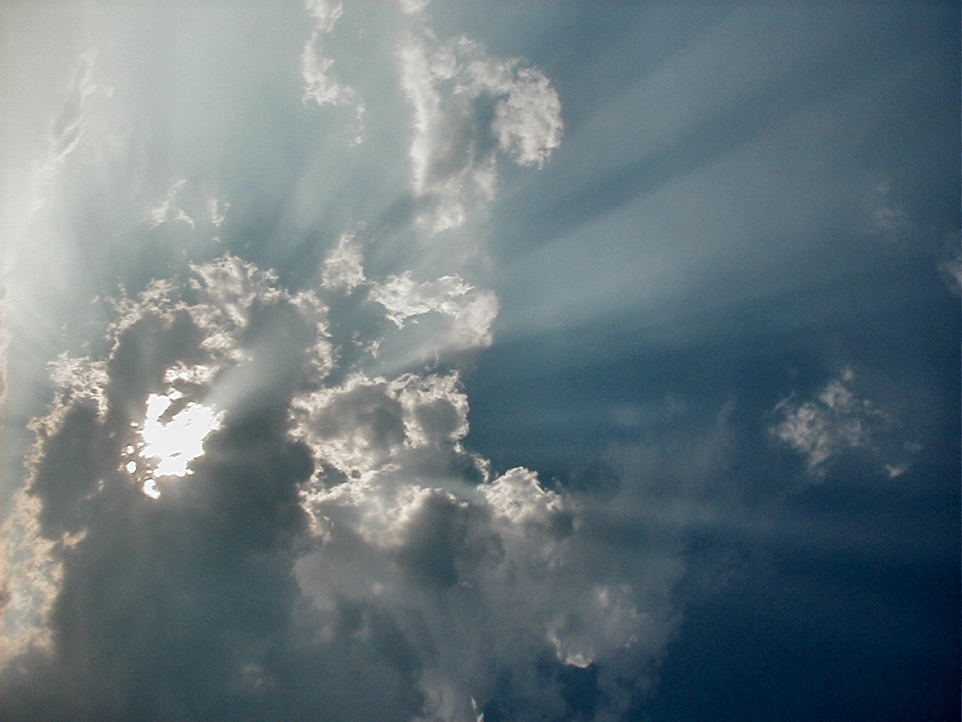
Wykorzystanie energii Słońca spowodowało szereg zmian w ziemskim życiu

Prawdopodobnie wszystkie wczesne komórki były cudzożywne, pozyskując energię ze znajdowanych w swoim sąsiedztwie cząsteczek materii organicznej, w tym innych komórek. W miarę kurczenia się zapasów pożywienia, niektóre komórki opracowały alternatywną strategię pozyskiwania energii. Zamiast polegać na wolnodostępnych cząsteczkach materii o dużej energii, zaczęły wykorzystywać prostsze substancje a energię pozyskiwać ze światła słonecznego. Podaje się różne szacunki, lecz prawdopodobnie około 3 miliardy lat temu, czyli około 8:00 rano według umownego zegara, powstał mechanizm podobny do współczesnej fotosyntezy. Energia słoneczna stała się w ten sposób przydatna nie tylko dla autotrofów, lecz również dla wykorzystujących je w formie pożywienia heterotrofów. Fotosynteza korzystała z obficie wówczas dostępnego dwutlenku węgla i wody, przetwarzając je z pomocą energii słonecznej na wysoce energetyczne cząsteczki materii organicznej (węglowodany).
Jako produkt uboczny fotosyntezy powstawał tlen. Początkowo był on wiązany przez żelazo i inne minerały. Jednocześnie obniżanie się temperatury skorupy ziemskiej sprzyjało wiązaniu dwutlenku węgla w wapieniach. Wystarczających dowodów dostarczają bogate złoża tlenku żelaza w warstwach Ziemi pochodzących właśnie z tego okresu. W wyniku reakcji tlenu z minerałami wody oceaniczne nabrały zielonego koloru. Po zatrzymaniu takich reakcji, z powodu braku substratów, tlen miał szansę przeniknąć do atmosfery. Mimo że każda komórka produkowała znikome ilości tego pierwiastka, łączny metabolizm wielu komórek występujący w znacznym czasie spowodował zmiany w atmosferze Ziemi, ustalając jej skład pierwiastkowy na zbliżony do dzisiejszego.
W ten sposób powstała trzecia atmosfera w historii Ziemi. Część uwolnionego do atmosfery tlenu, znajdującego się w jej górnych warstwach, została przez promieniowanie ultrafioletowe przemieniona w ozon. Warstwa ozonowa pochłaniała (i nadal pochłania) znaczną część promieniowania ultrafioletowego, które przed jej uformowaniem przenikało do niższych warstw atmosfery. To z kolei pozwoliło komórkom na kolonizację powierzchni oceanów, a później lądów: bez warstwy ozonowej, ultrafiolet docierający na powierzchnię Ziemi powodowałby znaczne uszkodzenia w tym i mutacje wystawionych na jego działanie komórek. Oprócz udostępniania wczesnym formom życia znacznych pokładów energii i blokowania promieni ultrafioletowych, fotosynteza wpłynęła też na życie na Ziemi w jeszcze jeden znaczący sposób. Tlen dla pierwszych organizmów był toksyczny; najprawdopodobniej wzrost jego poziomu w atmosferze spowodował „katastrofę tlenową” odpowiedzialną za śmierć wielu organizmów. Organizmy odporniejsze na działanie tlenu przeżyły wzrost stężenia tego pierwiastka, umacniając swoją egzystencję, a część z nich opracowała sposoby na wykorzystanie tlenu w procesach metabolicznych i pozyskiwanie większych ilości energii z utleniania związków wytworzonych przez inne komórki.

## Endosymbioza i trzy domeny życia

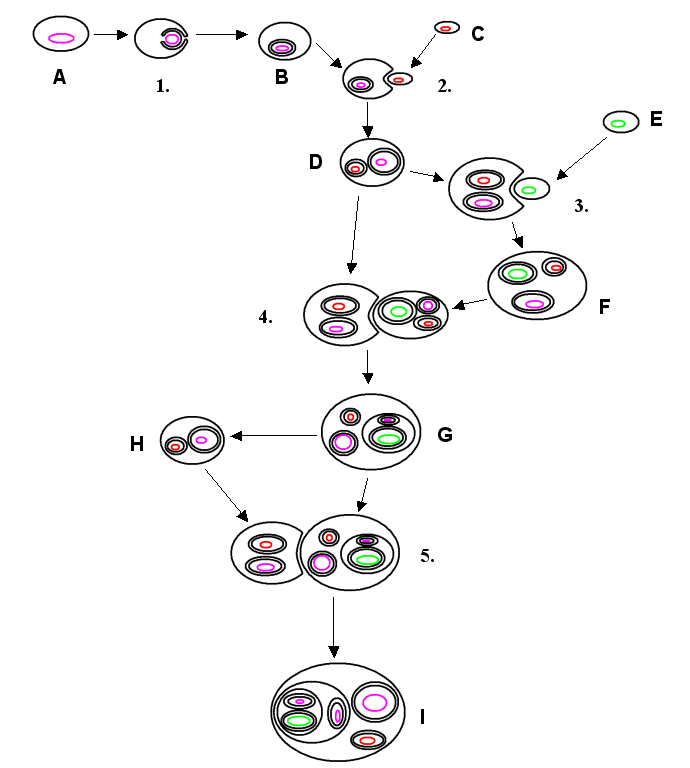
Kilka ścieżek asymilacji endosymbiotycznej

Współczesna taksonomia dokonuje klasyfikacji życia w trzech domenach. Czas powstania organizmów należących do każdej z nich jest tylko spekulatywny. Domena bakterii najprawdopodobniej była pierwszą grupą, która odłączyła się od innych form życia (zwanych Neomura), choć to przypuszczenie jest kontrowersyjne. Niedługo potem, około 2 miliardy lat temu, czyli około 14:00, grupa Neomura rozdzieliła się na archeowce i jądrowce. Komórki jądrowców, zawierające jądra komórkowe, były większe i miały o wiele bardziej skomplikowaną strukturę, niż komórki bakterii i archeowców (czyli prokariotów), a przyczyna takiego skomplikowania struktury dopiero jest odkrywana. Mniej więcej w tym samym czasie komórka bakteryjna spokrewniona ze współczesną Rickettsia weszła w skład większej komórki prokariotycznej. Możliwe, że większy organizm próbował wchłonąć mniejszą komórkę w swoją komórkę prokariotyczną. Możliwe, że większa komórka próbowała pochłonąć mniejszą, lecz to się nie udało (być może z powodu rozwoju mechanizmów obronnych). Sugeruje się też, że mniejsza komórka próbowała pasożytować na większej. Tak czy inaczej, mniejsza komórka przetrwała w większej, a korzystając z tlenu, mogła wykorzystać produkty uboczne większej komórki i uzyskać w ten sposób więcej energii. Część wytworzonej energii była oddawana żywicielowi. Mniejsza komórka dzieliła się w większej i niedługo potem obydwa rodzaje zaczęły żyć w symbiozie. Z czasem komórka żywiciela uzyskała dostęp do genów mniejszej komórki i od tego momentu dwa organizmy nie mogły już istnieć bez siebie: większy nie mógłby przetrwać bez energii tworzonej przez mniejszy, a mniejszy bez produktów ubocznych przemiany materii większego. Pomiędzy większą komórką a komórkami rezydującymi w niej utworzyła się symbioza i od tego czasu uważane były za jeden organizm, natomiast mniejsze komórki zostały sklasyfikowane jako organella nazwane mitochondriami. Podobne wydarzenie miało miejsce w wypadku fotosyntetycznych sinic, które weszły w skład cudzożywnych komórek, stając się chloroplastami. Prawdopodobnie jako rezultat tych zmian komórki zdolne do fotosyntezy oddzieliły się od innych jądrowców około miliard lat temu (około 18:00 na naszym zegarze). Podczas rozwoju życia miało najprawdopodobniej miejsce kilka przypadków takiego "wchłonięcia' pewnych organizmów przez inne, co sugerowane jest też w rysunku po prawej stronie. Prócz mającej już spore poparcie endosymbiotycznej teorii zakładającej komórkowe pochodzenie mitochondriów i chloroplastów, sugerowano też, jakoby komórki spowodowały powstanie peroksyzomów, krętki były początkiem rzęsek, a wirus DNA przeistoczył się w jądro komórkowe; żadna z tych teorii nie jest jednak ogólnie akceptowana. Podczas tego okresu rozwoju życia na Ziemi istniał prawdopodobnie superkontynent Columbia - możliwe, że było to około 1,8 - 1,5 miliarda lat temu (między 14:30 a 16:00). Columbia byłaby w ten sposób najstarszym superkontynentem, którego istnienie jest zakładane.

## Wielokomórkowość

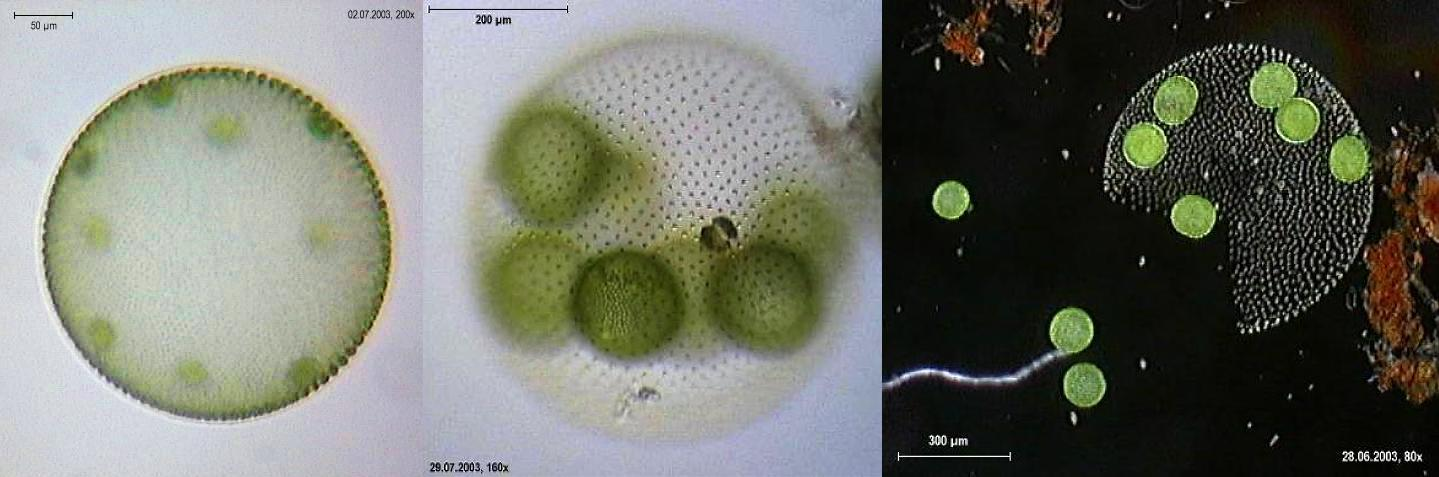
Volvox aureus jest uważany za organizm podobny do pierwszych wielokomórkowych roślin

Archeowce, bakterie i eukarionty różnicowały się, stając się organizmami bardziej skomplikowanymi i coraz lepiej przystosowanymi do środowiska. Każda domena wielokrotnie dzieliła się na wiele mniejszych grup, choć o historii archeowców i bakterii wiadomo niewiele. Około 1,1 miliarda lat temu (według umownego zegara o godzinie 18:15) formował się superkontynent Rodinia. Z żywych organizmów wyodrębniły się grupy roślin, zwierząt oraz grzybów, choć nadal istniały one jeszcze jako pojedyncze komórki. Część typów komórek żyła jednak w koloniach, co po pewnym czasie doprowadziło do wytworzenia podziału pracy; komórki położone na obrzeżach kolonii mogły zajmować się innymi aspektami życia kolonii, niż komórki położone w jej środku. Mimo że linia podziału pomiędzy kolonią wyspecjalizowanych komórek a organizmem wielokomórkowym nie zawsze jest jednoznaczna, około miliard lat temu, czyli o godzinie 19:00, powstały pierwsze rośliny wielokomórkowe - najprawdopodobniej były to zielenice. Możliwe, że około 900 milionów lat temu, czyli o godzinie 19:15, właściwa wielokomórkowość pojawiła się w świecie zwierząt. W początkowej fazie wielokomórkowe zwierzęta przypominały zapewne współczesne gąbki, w których wszystkie komórki były totipotentne, a rozczłonkowany organizm mógł się odbudować. W miarę zamykania się procesu podziału pracy u wszystkich linii organizmów wielokomórkowych, komórki uzyskiwały coraz większe stopnie specjalizacji, co czyniło je coraz silniej zależne od siebie nawzajem (komórki odizolowane od reszty skupiska obumierały). Wielu naukowców uważa, że około 770 milionów lat temu (ok. godziny 19:56) nadeszło srogie zlodowacenie - srogie do tego stopnia, że zamarzła powierzchnia oceanów (patrz Ziemia-śnieżka). Po 20 milionach lat (o godzinie 20:02) z wulkanów wydostały się wystarczające ilości dwutlenku węgla, by spowodować efekt cieplarniany i podnieść temperaturę Ziemi. Mniej więcej w tym samym czasie, około 750 milionów lat temu, rozpoczął się rozpad superkontynentu Rodinia.

## Kolonizacja lądu

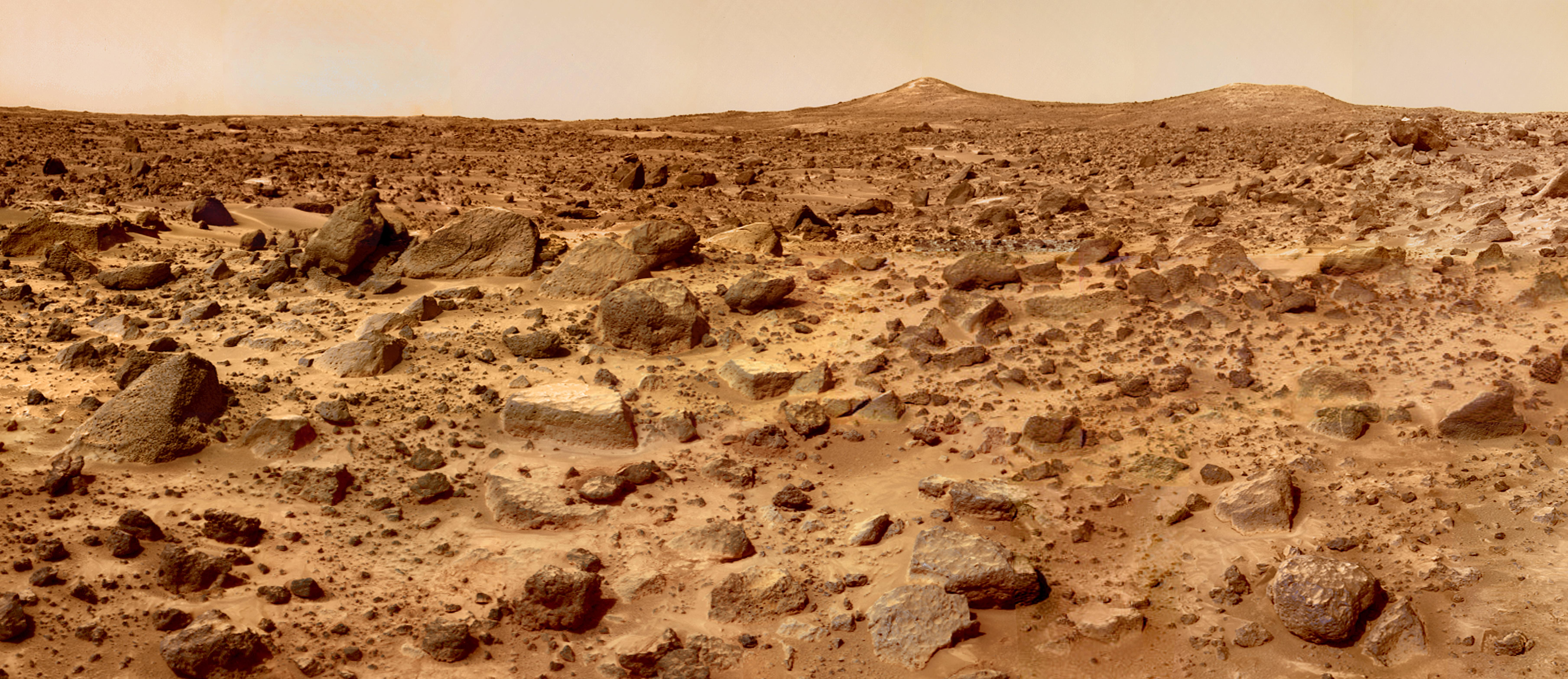
Przez większość istnienia Ziemi, nie było na niej organizmów wielokomórkowych. Część jej powierzchni mogła przypominać krajobraz marsjański

Jak już zaznaczono, gromadzenie się tlenu w atmosferze Ziemi doprowadziło do powstania ozonu i utworzenia warstwy ozonowej pochłaniającej większość emitowanego przez Słońce ultrafioletu. Wynikiem tego była zmniejszona śmiertelność tych organizmów jednokomórkowych, które dotarły na ląd. Organizmy prokariotyczne zaczęły się rozmnażać i lepiej przystosowywać do przeżycia w środowisku lądowym. Prawdopodobnie skolonizowały ląd 2,6 miliarda lat temu (o 10:17), nawet zanim na planecie pojawiły się organizmy eukariotyczne. Przez dłuższy czas lądy były pozbawione życia w postaci organizmów wielokomórkowych. Około 600 milionów lat temu powstał superkontynent Pannocja, który niedługo, bo 60 milionów lat później, rozpadł się (jego egzystencja obejmowała czas od 20:50 do 21:05). Około 530 milionów lat temu w oceanach pojawiły się pierwsze strunowce - Cathaymyrus (godzina 21:10). Pod koniec kambru nastąpiło masowe wymieranie organizmów, które uległo zatrzymaniu 488 milionów lat temu (godzina 21:25).
Kilkaset milionów lat temu na wybrzeżach zaczęły się rozwijać rośliny (prawdopodobnie przypominające algi) i grzyby. Najstarsze okazy kopalne grzybów lądowych oraz roślin datowane są na 480-460 milionów lat temu (około godziny 21:28-21:34), choć dowody naukowe pochodzenia molekularnego sugerują, że kolonizacja lądów przez grzyby mogła nastąpić już miliard lat temu (o 18:40), a rośliny lądowe pojawiły się 700 milionów lat temu (o 20:20). Organizmy te początkowo trzymały się blisko zbiorników wodnych, lecz ich mutacje i wariacje coraz szybciej kolonizowały nowe środowisko. Czas, w którym na ląd wyszły pierwsze zwierzęta, nie jest znany: najstarszym znanym przypadkiem są w tej kwestii stawonogi, których pojawienie się poza środowiskiem wodnym nastąpiło około 450 milionów lat temu (godzina 21:40). Rozwijały się w środowisku lądowym i przystosowywały się do niego coraz lepiej, dzięki bogatym źródłom pożywienia dostarczanego przez rośliny lądowe. Istnieją również dowody, niemające jednak jak dotąd jednoznacznego pokrycia, na pojawienie się stawonogów na lądzie już 530 milionów lat temu, czyli o 21:12. Pod koniec ordowiku, czyli 440 milionów lat temu (o 21:40), nastąpiła kolejna fala wymierania organizmów, co prawdopodobnie było skutkiem kolejnej epoki lodowcowej. Między 380 a 375 milionów lat temu (około 22:00) z ryb wyewoluowały pierwsze czworonogie. Istnieje teoria mówiąca o tym, że płetwy ryb wyewoluowały do postaci kończyn (Mięśniopłetwe), które dały pierwszym czworonogom możliwość podniesienia głów ponad powierzchnię wody i oddychania powietrzem. Była to szansa przeżycia w wodach ubogich w tlen lub poszukiwania pokarmu (mniejszych organizmów) w płytkich wodach. Czworonogi mogły wybierać się na krótkie okresy na ląd, a w końcu pewne ich rodzaje tak przystosowały się do warunków lądowych, że spędzały w tym środowisku całość dojrzałego życia, chociaż składały jaja w wodzie, regularnie zmieniając swoje miejsce pobytu. W ten sposób tłumaczy się pochodzenie płazów. Około 365 milionów lat temu (o godzinie 22:04), nastąpił późnodewoński okres zagłady organizmów żywych, związany prawdopodobnie z globalnym ochłodzeniem. Rośliny wykształciły nasiona, które znacznie dopomogły w przetrwaniu gatunkom okresów trudnej aury i ekspansję na nowe tereny Ziemi (również nastąpiło to około 22:00, czyli 360 milionów lat temu).

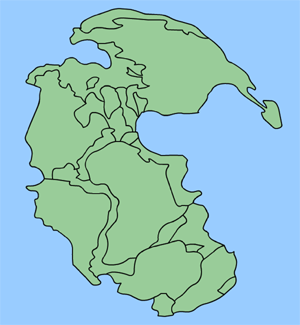
Pangea, najmłodszy superkontynent, istniejący pomiędzy 300 a 180 milionów lat temu. Na rysunku oznaczono zarysy współczesnych kontynentów oraz innych lądów

Około 20 milionów lat później (czyli 340 milionów lat temu, o godzinie 22:12), pojawiły się owodniowce, które dzięki jajom składanym na lądzie dawały swoim czworonogim embrionom większe szanse przeżycia. W ten sposób owodniowce odłączyły się od płazów. Kolejne 30 milionów lat później (310 milionów lat temu, o godzinie 22:22), nastąpiło odłączenie się od nielotnych gadów i ptaków kolejnej grupy - synapsyd, w tym ssaków. Oczywiście inne grupy - ryby, owady, bakterie i tak dalej - również ewoluowały i różnicowały się, lecz nie istnieje tyle samo materiału naukowego opisującego ich ewolucję, co w przypadku wyżej wspomnianych organizmów. 300 milionów lat temu (o 22:25) pojawił się najmłodszy superkontynent - Pangea, a 250 milionów lat temu (22:40) nastąpiła najpoważniejsza w skutkach zagłada żywych organizmów, przypadająca na schyłek permu i początek triasu. Szacuje się, że zginęło w niej 95 procent żyjących na Ziemi organizmów, najprawdopodobniej w wyniku działalności wulkanicznej w obrębie trapów syberyjskich. Odkrycie krateru pod lądolodem wschodnioantarktycznym spowodowało powstanie teorii, według której za zagładę życia na Ziemi odpowiedzialny jest meteoryt, który mógł też zapoczątkować rozpad superkontynentu Gondwana, tworząc w miejscu uderzenia ryft, który odepchnął między innymi Australię w kierunku północnym. Życie na Ziemi jednak nie wyginęło całkowicie - około 230 milionów lat temu (o 22:47), od gadów odłączyły się dinozaury. Części z nich udało się nawet przeżyć zagładę mającą miejsce między triasem a jurą 200 milionów lat temu (o 22:56), a późniejszy okres doprowadził nawet do ich dominacji wśród kręgowców. W tym czasie wprawdzie dochodziło do wyodrębniania pewnych grup ssaków, lecz ssaki tamtego okresu były małe, przypominając dzisiejsze ryjówkowate. 180 milionów lat temu (około 23:03) Pangea rozdzieliła się na Laurazję i Gondwanę. Podział między dinozaury latające i prowadzące naziemny tryb życia nie jest jednoznaczny, lecz Archaeopteryx, uznawany za pierwszy gatunek ptaka, żył około 150 milionów lat temu (około godziny 23:12). Najdawniejsze okrytonasienne wytwarzające kwiaty pojawiły się w kredzie, 20 milionów lat później (132 miliony lat temu, o umownej godzinie 23:18). Rywalizacja z ptakami doprowadziła do zagłady wielu pterozaurów, a i pozostałe gatunki dinozaurów już w tym czasie zapewne wymierały z rozmaitych względów. W tym czasie, około 65 milionów lat temu (godzina 23:39) w Ziemię (niedaleko półwyspu Jukatan) zapewne uderzył dziesięciokilometrowy meteoryt, wyrzucając do atmosfery (stratosfery) duże ilości pyłów i pary. Doprowadziło to do sytuacji, w której na Ziemię nie docierały promienie Słońca, a w konsekwencji do zahamowania fotosyntezy i spadku temperatury. Większość zwierząt prowadzących naziemny tryb życia, w tym dinozaury wyginęła właśnie w tym okresie (między kredą a trzeciorzędem). Wydarzenie to zamknęło okres kredowy i całą erę mezozoiczną. W paleocenie nastąpiło szybkie zróżnicowanie ssaków, wraz z ich wzrostem oraz uzyskaniem przez nie dominującej pozycji wśród kręgowców. Możliwe, że kilka milionów lat później (63 miliony lat temu, o umownej godzinie 23:40) na Ziemi żył ostatni wspólny przodek naczelnych. Pod koniec eocenu, czyli 34 miliony lat temu (o godzinie 23:49) niektóre gatunki lądowych ssaków powróciły do wód, przykładem są prawalenie (np. Basilosaurus), z których później wyewoluowały delfiny i wieloryby.

## Człowiek
Około 7 milionów lat temu (o umownej godzinie 23:58) w Afryce żyła mała małpa Sahelanthropus tchadensis, która była ostatnim zwierzęcym przodkiem współczesnych ludzi oraz blisko z nimi spokrewnionych szympansów karłowatych oraz szympansów. Potomkowie tylko dwóch odgałęzień tego gatunku przetrwali do czasów dzisiejszych. Krótko po rozdzieleniu się gatunku - z przyczyn, które ciągle są tematem spornym - członkowie jednej z gałęzi wykształcili dwunożność i zaczęli chodzić w pozycji wyprostowanej. Znacznemu powiększeniu ulegał mózg małp, a 2 miliony lat temu pojawiły się pierwsze zwierzęta, które można sklasyfikować jako "Homo" - człowiek. Naturalnym jest to, że granica pomiędzy poszczególnymi gatunkami czy nawet rodzajami, jest raczej umowna, gdyż organizmy zmieniają się z pokolenia na pokolenie. Mniej więcej w tym samym czasie od wczesnych ludzi odłączył się gatunek dający początek szympansowi zwyczajnemu i przodkowi szympansa karłowatego - ewolucja postępowała równocześnie w wielu formach życia. Umiejętność kontrolowanego użycia ognia pojawiła się u Homo erectus (lub Homo ergaster co najmniej 790 tysięcy lat temu, lecz mogło się to stać już 1,5 miliona lat temu (czyli 15 lub 28 sekund temu). Trudniejsze jest ustalenie pojawienia się języka - nie wiadomo, czy Homo erectus potrafił mówić, czy umiejętność ta pojawiła się dopiero u Homo sapiens. Wraz ze zwiększaniem się rozmiarów mózgu skracał się czas wydawania na świat potomstwa, gdyż musiało ono przyjść na świat, zanim jego główka stała się zbyt duża dla kości miednicznej matki. Zwiększała się neuroplastyczność przedstawicieli gatunku, co powodowało zwiększenie możliwości uczenia się, lecz powodowało też konieczność wydłużenia opieki nad potomstwem. Skomplikowaniu ulegały też umiejętności społeczne, wraz z językiem oraz zaawansowaniem wykorzystywanych narzędzi. Przyczyniło się to do nawiązywania szerszej współpracy między osobnikami i dalszego rozwoju mózgu. Anatomicznie, współczesny człowiek - Homo sapiens - prawdopodobnie powstał około 200 tysięcy lat temu (czyli umowne 4 sekundy temu) lub nawet później, jak podaje hipoteza zakładająca afrykańskie korzenie człowieka rozumnego; najstarsze wykopaliska mają około 150 tysięcy lat. Najstarsze dowody na życie duchowe ludzi wiązane są z Neandertalczykami (klasyfikowanymi jako odrębny gatunek bez żyjących współcześnie potomków); ludzie ci grzebali swoich zmarłych, bardzo często wkładając do grobów pożywienie i narzędzia. Dowody na bardziej skomplikowane wierzenia, jak na przykład malarstwo jaskiniowe wczesnego człowieka kromaniońskiego (być może o znaczeniu religijnym) pojawiło się około 32 tysiące lat temu - sześć dziesiątych umownej sekundy temu. Ludzie kromaniońscy pozostawili po sobie również kamienne figurki (na przykład Wenus z Willendorfu), co również może być oznaką wierzeń religijnych. Około 11 tysięcy lat temu (0,2 sekundy temu) Homo sapiens dotarł już na południowe wybrzeża Ameryki Południowej, ostatniego niezamieszkanego przez niego fragmentu Ziemi. Stałemu usprawnieniu podlegał język i narzędzia wykorzystywane przez ludzkość, a relacje interpersonalne stawały się coraz bardziej skomplikowane.

## Cywilizacja

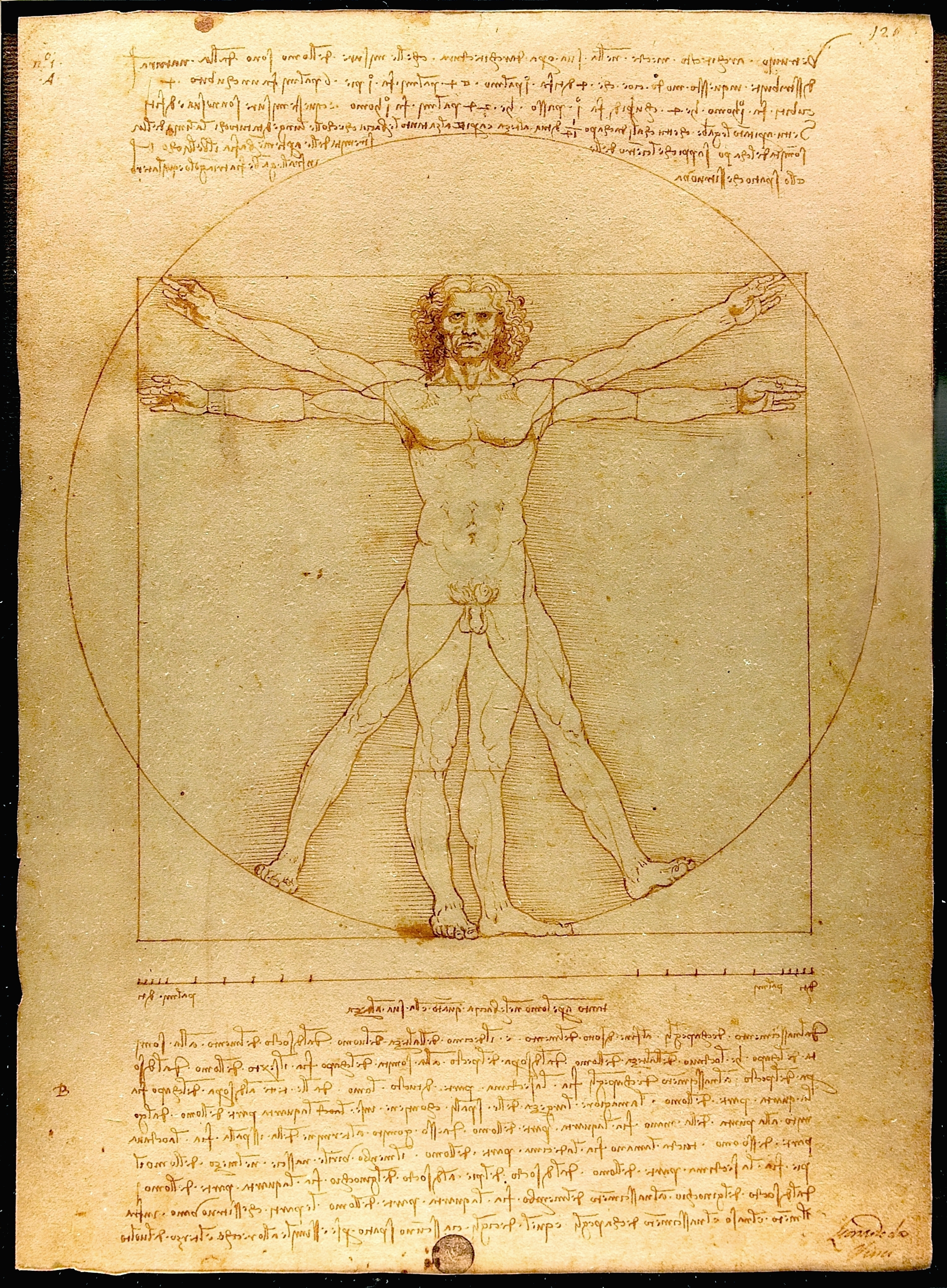
Człowiek witruwiański Leonarda da Vinci uosabia postęp dokonany w sztuce i nauce w czasach renesansu

Przez ponad dziewięćdziesiąt procent swojej historii Homo sapiens żył w niewielkich grupach wędrownych, prowadzących zbieracko-łowiecki tryb życia. Gdy język stał się bardziej złożony, zdolności do zapamiętywania i przekazywania informacji stały się przyczyną stworzenia nowego rodzaju replikatora: memu. Pomysły mogły być natychmiast rozwijane i przekazywane potomstwu. Ewolucja kulturalna szybko prześcignęła ewolucję biologiczną i rozpoczęła się właściwa historia świata. Pomiędzy 8500 a 7000 p.n.e. (0,20 do 0,17 sekund temu) ludzie zamieszkujący Żyzny Półksiężyc w Mezopotamii rozpoczęli systematyczną uprawę roli i hodowlę zwierząt: zapoczątkowali rolnictwo. Rolnictwo przeniknęło na inne obszary, zostało też niezależnie opracowane w obszarach, gdzie ówczesny postęp cywilizacyjny nie docierał. Z czasem większość przedstawicieli Homo sapiens zaczęła żyć trybem osiadłym jako farmerzy. Niektóre społeczeństwa nie porzuciły koczownictwa, głównie te w zamkniętych obszarach o słabej żyzności gleb, jak na przykład Australia. Jednak to pośród cywilizacji, które przejęły rolnictwo względnie wyższe bezpieczeństwo i produkcja pochodząca z farm pozwoliła na rozwój. Ludzie mogli wpływać na środowisko jak nigdy wcześniej. Nadwyżka jedzenia pozwoliła na wytworzenie klas rządzącej i religijnej, co przyczyniło się do dalszego podziału pracy. To z kolei spowodowało pomiędzy 4000 i 3000 p.n.e. (około 0,10 sekund temu) utworzenie pierwszej cywilizacji na Ziemi: cywilizacji Sumerów. Krótko potem powstały cywilizacje starożytnego Egiptu i doliny Indusu.
Wynalezienie pisma około 3000 roku p.n.e. (0,09 sekund temu na naszym zegarze)  umożliwiło rozrost społeczeństw: zapisywane informacje i biblioteki służyły jako magazyny wiedzy i zwiększyły możliwości przekazywania informacji. Odtąd ludzie mogli zająć się edukacją, nie musząc myśleć wyłącznie o przetrwaniu. Tworzyły się kolejne cywilizacje, społeczności handlowały z innymi lub wypowiadały im wojny o terytoria i zasoby: zaczęły powstawać imperia. Na początku II tysiąclecia p.n.e. (0,068 sekundy temu) powstał judaizm, a ok. XV w. p.n.e. (0,063 sekundy temu) hinduizm (Rygweda). Obie te religie praktykowane są do dziś. Około 500 p.n.e. (0,048 sekundy temu) istniały imperia na Bliskim Wschodzie, w Iranie, Indiach, Chinach i Grecji, wszystkie mniej więcej równe sobie.

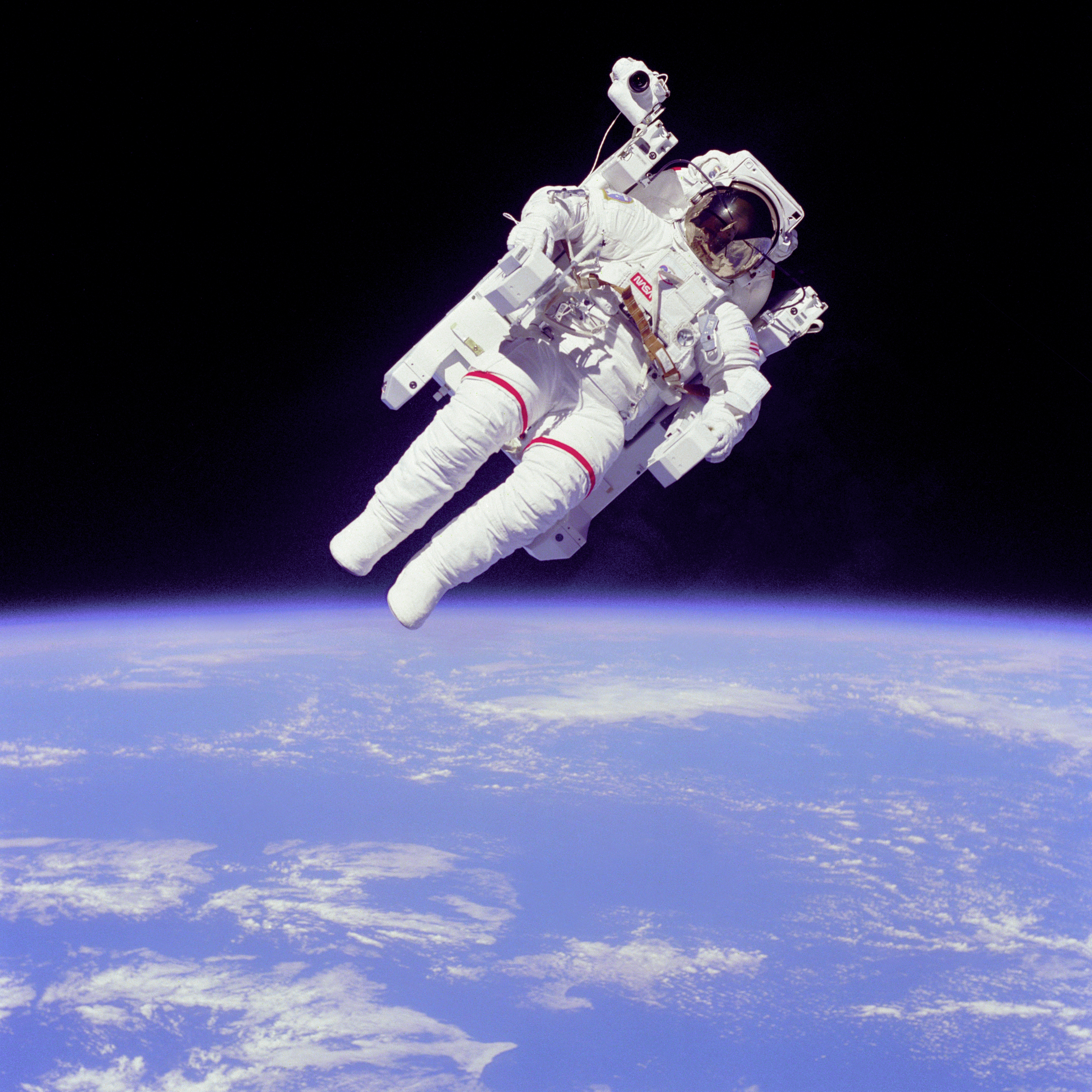
Cztery i pół miliarda lat od powstania planety, jedna z jej form życia wyszła poza biosferę. Po raz pierwszy Ziemia była widziana z Kosmosu

W XIV wieku (około 0,012 sekundy temu) we Włoszech rozpoczęła się epoka renesansu wraz z postępem w sztuce, nauce i religii. Od 1500 roku (0,0096 sekundy temu) cywilizacja europejska przechodziła duże zmiany, doprowadzając do rewolucji naukowej i przemysłowej: kontynent ten zaczął dominować politycznie i kulturalnie nad innymi społeczeństwami na Ziemi. Od 1914 do 1918 (około 0,0017 sekundy temu) i od 1939 do 1945 (około 0,0012 sekundy temu) narody świata były wplątane w wojny światowe. Utworzona po I wojnie światowej Liga Narodów była pierwszym krokiem do stworzenia światowego rządu. Po II wojnie światowej została zastąpiona Organizacją Narodów Zjednoczonych. W 1993 kilka państw Europy utworzyło Unię Europejską, do której wkrótce dołączyły kolejne. Wraz z doskonaleniem się transportu i komunikacji, gospodarka i polityka narodów świata zaczęły coraz bardziej od siebie zależeć. Globalizacja, choć często powodowała spory, znacząco przyczyniła się do zwiększenia współpracy pomiędzy narodami.
Od lat 40. XX wieku zmiany na Ziemi zajęły mniej niż dwie ostatnie milisekundy życia Ziemi. Ekonomiczna globalizacja, spowodowana rozwojem komunikacji i transportu, wpłynęła na codzienne życie wielu części świata. Swój wpływ rozszerzyły idee społeczne i państwowe, takie jak demokracja, kapitalizm i ochrona środowiska. Mimo tego, wciąż problemami są choroby, wojny, globalne ocieplenie i bieda.
W 1957 ZSRR wystrzelił na orbitę Ziemi pierwszego sztucznego satelitę, a wkrótce Jurij Gagarin został pierwszym człowiekiem w Kosmosie, zaś Neil Armstrong w 1969 roku został pierwszym, który postawił stopę na innym obiekcie astronomicznym, Księżycu Ziemi. Pięć agencji kosmicznych, reprezentujących piętnaście państw, pracowało nad wybudowaniem Międzynarodowej Stacji Kosmicznej. Na jej pokładzie nieprzerwanie od 2000 roku obecna jest ekipa z Ziemi.

## Przyszłość planety

Widok z Ziemi za kilka miliardów lat.

Od czasu odkrycia ewolucji gwiazd, której podlega też Słońce, naukowcy budują scenariusze dotyczące przyszłości planet Układu Słonecznego - w szczególności Ziemi. Panuje zgoda, że w ostateczności Słońce stając się czerwonym olbrzymem, rozszerzy się aż do obecnej orbity Ziemi, ale nie ma jednoznaczności w poglądach czy Słońce pochłonie Ziemię, czy nie. Utrata masy przez Słońce oraz siły pływowe dążą do zwiększenia promienia orbity Ziemi, ale opór materii wyrzucanej ze Słońca i oddziaływanie z ciałami znajdującymi się na orbitach o większym promieniu hamują ruch Ziemi, a tym samym zmniejszają promień orbity Ziemi. Wśród naukowców nie ma zgody, czy wzrost orbity Ziemi będzie wystarczający do tego, by Ziemia uniknęła wchłonięcia przez Słońce.
Odrębną kwestią jest to, jak długo Ziemia będzie nadawała się do zamieszkania przez istoty żywe. Jasność Słońca powoli, lecz stale rośnie, co oznacza, że średnia temperatura na Ziemi będzie się podnosić. Jest to zjawisko bardzo powolne, niezależne od zmian klimatycznych związanych z wulkanizmem, efektem cieplarnianym czy rozwojem cywilizacji. W przyszłości doprowadzi ono do tego, że oceany Ziemi wyparują (za około 3,5 miliarda lat temperatura na powierzchni naszej planety przekroczy 100 °C), a cała planeta zamieni się w pustynię. Do wymarcia znanego nam życia może dojść na dużo wcześniej, nim Słońce zamieni się w czerwonego olbrzyma, według części uczonych już za miliard lat.